# Armia Ludowa

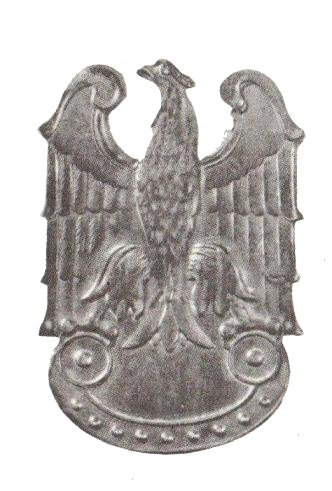
Emblema Armatei Poporului

Armia Ludowa (AL, Armata Poporului) a fost o forța a partizanilor comuniști organizată de Partidul Muncitoresc Polonez (PPR) în timpul celui de-al doilea război mondial. Armata a fost înființată ca urmare a hotărârii Consiliului Național de Stat pe 1 ianuarie 1944. Scopul principal al formării acestei forțe militare a fost sprijinirea efortului Armatei Roșii în lupta împotriva forțelor terestre germane și pentru crearea unui stat comunist polonez, prosovietic.
Armia Ludowa, alături de elementele extremei drepte ale Forțelor Armate Naționale, a fost o componentă a rezistenței militare poloneze care a refuzat să se alăture structurilor Statului Secret Polonez și a armatei acestuia, Armia Krajowa. Armia Ludowa a avut efective cu mult mai mici decât cele ale Armia Krajowa (AK), dar propaganda oficială comunistă a acreditat ideea că forțele procomuniste au fost mai numeroase decât cele ale AK.

## Cadrul istoric
În 1939, după 17 zile de la atacul Germaniei Naziste împotriva Poloniei, Uniunea Sovietică a atacat la rândul ei Polonia. În ciuda faptului că nu a existat o declarație de război oficială între cele două națiuni, relațiile dintre Uniunea Sovietică pe de-o parte și guvernul polonez în exil de la Londra și reprezentanții acestuia din urmă din Polonia ocupată. În 1943, Uniunea Sovietică a rupt legăturile diplomatice cu guvernul polonez din exil.
Comuniștii polonezi au sprijinit activ lupta împotriva ocupanților germani și și-au creat propriile lor organizații clandestine, înarmate de sovietici. Aceste forțe au fost implicate în lupta împotriva forțelor naziste de ocupație și au sprijinit crearea unui guvern prosovietic al Poloniei. În 1942 a fost creată Gwardia Ludowa (GL, Garda Poporului). Alături de elementele extremei drepte ale Forțelor Armate Naționale, elementele armatei clandestine comuniste au refuzat să se alăture structurilor Statului Secret Polonez și forțelor sale armate, Armia Krajowa.

## Istoric

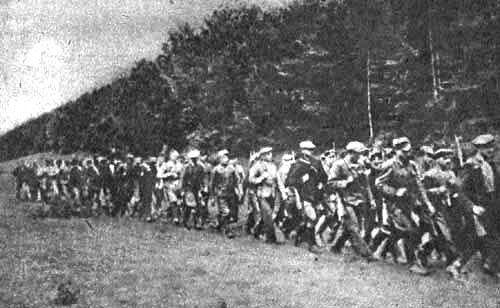
Armia Ludowa în pădurile de lângă Lublin

### Înființarea
Vedeți și: Gwardia Ludowa
Pe 1 ianuarie 1944,  Consiliul Național de Stat (Krajowa Rada Narodawa, KRN) a hotărât înlocuirea Gwardia Ludowa cu Armia Ludowa. KRN avea intenția să mărească efectivele AL prin cooptarea de voluntari din rândurile altor grupuri de partizani. Până la formarea AL, organizația militară număra aproximativ 10.000 de membri. Spre sfârșitul lunii iulie 1944, (când cea mai mare parte a teritoriului Poloniei se afla deja sub controlul Armatei Roșii), efectivele sale crescuseră la 20.000 – 30.000 de membri, dintre care aproximativ 5.000 erau cetățeni sovietici. Estimările efectivelor variază funcție de sursă, de la un minim de 14.000 de luptători, la un maxim 50.000 – 60.000 de oameni. Dintre aceștia, aproximativ 6.000 erau partizani care luptaseră efectiv în timpul ocupației germane. Dacă asupra efectivelor totale există estimări diferite, cercetătorii sunt cu toții de acord că AL a avut un număr semnificativ mai mic de luptători decât principala organizație de rezistență poloneză, Armia Krajowa.
Pe de altă parte însă Garda Poporului și mai apoi Armata Poporului a fost mult mai bine înarmată decât Armia Krajowa, în principal datorită aprovizionării continui cu armament și muniție de către sovietici și era o forță mult mai disciplinată.

### Armata Populară Poloneză
La șapte luni după înființare, Armia Ludowa a fost integrată în Uniunea Patrioților Polonezi, și a devenit Armata Populară Poloneză (LWP). După ce Armata I Poloneză (formată pe teritoriul URSS-ului) și Armata Roșie au intrat în Polonia la sfârșitul anului 1944 și începutul lui 1945, cei mai mulți membri ai Armia Ludowa au intrat în rândurile primei dintre ele. După încheierea războiului, mulți dintre supraviețuitorii AL au intrat în rândurile cadrelor Ministerului Securității Publice sau ale Miliției.

## Operațiuni, propagandă și controverse
Istoricii oficiali comuniști polonezi au atribuit Al aproximativ 900 de operațiuni, în timpul cărora au fost uciși 20.000 de soldați germani, au fost deraiate 350 de trenuri și au fost distruse 79 de poduri. Aceste cifre sunt considerate în zilele noastre exagerate de către propaganda comunistă din Republica Populară Polonă. Istoricul polonez Piotr Gontarczyk estimează că doar aproximativ 5–10% din acțiunile pe care susține GL/AL că le-a desfășurat au avut cu adevărat loc. Mai mult chiar, istoricul consideră că în cele mai multe cazuri GL/AL s-a apărat în timpul acțiunilor antipartizan declanșate de germani, situațiile în care partizanii comuniști au ales să atace forțele naziste fiind foarte puține> Practic, în loc să se angajeze în lupte cu forțele regulate germane GL/AL a preferat să atace ținte facile, precum ofițerii administrației germane. Această situație s-a schimbat în 1944, când GL/AL a devenit mai puternică și început să atace forțe militare germane semnificative ca număr și dotare. Istoricul american de origine poloneză Mieczysław B. Biskupski afirmă că Armata Ludowa a fost mai puțin interesată să lupte cu germanii, alegând însă să atace forțele Armia Krajowa. În schimb, Gontarczyk și Janusz Marszal consideră că atacurile directe împotriva Armia Krajowa au fost puține și accidentale, totuși membrii GL/AL au transmis deseori informații Gestapoului cu privire la AK.
AL a luat parte la luptele Insurecției din Varșovia. Oficialii comuniști au pretins că al insurecție au participat în jur de1.800 de soldați AL, dar cercetările recente arată cifre mai mici, de aproximativ 500 de oameni.
Dat fiind faptul GL/AL s-a bucurat de un sprijin mai redus în teritoriu comparativ cu AK, forța armată a Statului Secret Polonez, cât și datorită faptului că sovieticii parașutau pentru partizani în principal armament și muniție, nu și alimente, luptătorii Armia Ludowa au trebuit să rechiziționeze proviziile de la populația locală, cercetători moderni descriind o asemenea practică drept „banditism”. Luptătorii GL/AL au rechiziționat bunuri și alimente de la ferme, biserici și s-au înregistrat mai multe incidente în care jafurile asupra unor evrei s-au încheiat cu uciderea celor din urma. Au exista cazuri în care membri diferitelor grupuri ale AL intrat în conflict și au luptat între ele,
Într-unul dintre cele mai secrete și controversate acțiuni, agenți ai Gwardia Ludowa au capturat o importantă arhivă de documente a Statului Secret Polonez. După ce au păstrat documentele importante pentru ei, comuniștii au lăsată pe mâna unui agent al Gestapo care fusese atras să participe la acțiune. Șapte membri ai mișcării clandestine a Statului Secret au fost arestați și executați la scurtă vreme după aceea.

## Conducerea
Comandantul Armia Ludowa a fost generalul Michał Rola-Żymierski, iar șeful statului major a fost un membru al Comitetului Central al Partidului Muncitoresc Polonez, colonelul Franciszek Jóźwiak.
Comanda Armia Ludowa prime ordine direct de la conducerea sovietică, fiind promotoarea intereselor Uniunii Sovietice, nu ale Poloniei, în regiune. Institutul Memoriei Naționale din Polonia a mers până acolo încât a declarat că Armia Ludowa a fost parte a mișcării rezistenței sovietice, nu a a celei poloneze

## Resurse internet
- pl  Gwardia Ludowa, Armia Ludowa Arhivat în 19 iunie 2015, la Wayback Machine. pe pagina Institutului Memoriei Naționale